# Decaedro del diez de diamantes
En geometría, el decaedro del diez de diamantes es un poliedro que rellena el espacio, formado por 10 caras que son 2 rombos opuestos con ejes mayores ortogonales, conectados por 8 caras idénticas con forma de triángulo isósceles. Aunque es convexo, no es un sólido de Johnson, dado que sus caras no están compuestas enteramente por polígonos regulares. Michael Goldberg lo nombró así en referencia a un naipe, al estar formado por 10 caras y contar con dos caras opuestas rómbicas (en forma de diamante). Lo catalogó en un artículo de 1982 como 10-II, el segundo de una lista de 26 decaedros conocidos que rellenan el espacio.

## Coordenadas
Si el poliedro que rellena el espacio se coloca en una cuadrícula de coordenadas tridimensional, las coordenadas de los 8 vértices se pueden dar como: (0, ±2, −1), (±2, 0, 1), (±1, 0, −1), (0, ±1, 1).

## Simetría
El diez de diamantes tiene simetría D2d, que se proyecta como simetría diédrica (cuadrada) de orden 4 en dos dimensiones. Puede verse como un triaquistetraedro, con dos pares de triángulos coplanares fusionados en caras rómbicas. El dual es similar a un tetraedro truncado, excepto en que dos aristas del tetraedro original se reducen a longitud cero formando caras pentagonales. El poliedro dual se puede llamar un disfenoide tetragonal truncado sesgado, donde dos aristas en el eje de simetría están completamente truncadas hasta el punto medio de las aristas.
| Diez de diamantes | Diez de diamantes | Relacionado       | Dual            | Dual            | Relacionado        |
| ----------------- | ----------------- | ----------------- | --------------- | --------------- | ------------------ |
| Caras             | Aristas           | Triaquistetraedro | Caras           | Aristas         | Tetraedro truncado |
| v=8, e=16, f=10   | v=8, e=16, f=10   | v=8, e=18, f=12   | v=10, e=16, f=8 | v=10, e=16, f=8 | v=12, e=18, f=8    |

## Panal
| Panal del 10 de diamantes | Panal del 10 de diamantes         |
| ------------------------- | --------------------------------- |
| Símbolo de Schläfli       | dht1,2{4,3,4}                     |
| Diagrama de Coxeter       |                                   |
| Celda                     | Diez de diamantes                 |
| Figuras de vértices       | Dodecaedro tetraedro              |
| Espacio Fibrifold Coxeter | I3 (204) 8−o [[ 4,3+,4]]          |
| Dual                      | Panal cúbico alternado bitruncado |
| Properties                | Celdas transitivo                 |

El diez de diamantes se utiliza en el panal con diagrama de Coxeter-Dynkin , siendo el dual de un panal cúbico alternado bitruncado, . Dado que el panal cúbico bitruncado alternado llena el espacio con icosaedros piritoedrales  y con tetraedros disfenoides, las figuras de vértice de este panal son sus duales: dodecaedros  y disfenoides.
Las celdas pueden verse como las celdas del panal disfenoide tetragonal , con celdas alternas eliminadas y aumentadas en celdas vecinas mediante un vértice central. Las caras rómbicas del panal están alineadas en 3 planos ortogonales.
| Uniforme                                                | Dual                        | Alternado                             | Dual alternado             | Dual alternado                                                        |
| · t1,2{4,3,4}                                           | · dt1,2{4,3,4}              | · ht1,2{4,3,4}                        | · dht1,2{4,3,4}            | · dht1,2{4,3,4}                                                       |
| ------------------------------------------------------- | --------------------------- | ------------------------------------- | -------------------------- | --------------------------------------------------------------------- |
| Panal cúbico bitruncado de celdas octaédricas truncadas | Panal disfenoide tetragonal | Panal dual de icosaedros y tetraedros | Panal de diez de diamantes | Estructura del panal vista ortogonalmente a lo largo del plano cúbico |

## Poliedros que rellenan el espacio relacionados
El diez de diamantes se puede diseccionar mediante una sección transversal octogonal entre las dos caras rómbicas. Entonces, se genera un decaedro con 12 vértices, 20 aristas y 10 caras (4 triángulos, 4 trapecios, 1 rombo y 1 octógono isotoxal). Michael Goldberg etiquetó este poliedro como 10-XXV, el número 25 en una lista de decaedros que rellenan el espacio.
Es posible así mismo diseccionarlo como un semimodelo mediante un plano de simetría en un heptaedro que también rellena el espacio, formado por 6 vértices, 11 aristas y 7 caras (6 triángulos y 1 trapezoide). Michael Goldberg identificó este poliedro como un "prisma cuadrilátero triplemente truncado", tipo 7-XXIV, el número 24 en una lista de figuras heptagonales capaces de rellenar el espacio.
También se puede diseccionar aún más como un cuarto de modelo, mediante otro plano de simetría para formar un hexaedro que rellena el espacio, formado por 6 vértices, 10 aristas y 6 caras (4 triángulos y 2 trapecios rectos). Michael Goldberg identificó este poliedro como una "pirámide cuadrilátera ungulada", tipo 6-X, la décima en una lista de hexaedros que rellenan el espacio.
| Relación   | Medio modelo decaédrico | Medio modelo heptaédrico | Cuarto de modelo hexaédrico |
| ---------- | ----------------------- | ------------------------ | --------------------------- |
| Simetría   | C2v, orden 4            | Cs, orden 2              | C2, orden 2                 |
| Aristas    |                         |                          |                             |
| Desarrollo |                         |                          |                             |
| Elementos  | v=12, e=20, f=10        | v=6, e=11, f=7           | v=6, e=10, f=6              |

### Pajarita rómbica
Se pueden unir pares de "diez de diamantes" para componer una figura con forma de "pajarita" no convexa capaz de rellenar del espacio, llamada "pajarita rómbica" por su apariencia transversal. Las dos proyecciones simétricas situadas más a la derecha a continuación muestran los rombos de canto en la parte superior, inferior y un "cuello" intermedio en el que las dos mitades están conectadas. Las proyecciones 2D pueden parecer convexas o cóncavas.
Tiene 12 vértices, 28 aristas y 18 caras (16 triángulos y 2 rombos) dentro de la simetría D2h. Estas celdas emparejadas se apilan más fácilmente como elementos entrelazados. Se pueden apilar largas secuencias de estas formas en 3 ejes para rellenar el espacio.
Las 12 coordenadas de los vértices de la figura inscrita en un 2-cubo unitario son las siguientes:
(0, ±1, −1), (±1, 0, 0), (0, ±1, 1),
(±1/2, 0, −1), (0, ±1/2, 0), (±1/2, 0, 1)
Es posible generar variantes elongando el rombo con una traslación de 2 unidades en z.
| Oblicua | Simétrica | Simétrica | Simétrica | Simétrica |
| ------- | --------- | --------- | --------- | --------- |
|         |           |           |           |           |